# Тан Сінцян
Тан Сінцян (11 серпня 1995 , Нінде, Фуцзянь ) — китайський легкоатлет, що спеціалізується на спринті, бронзовий призер Олімпійських ігор 2020 року.

## Кар'єра
| Рік             | Змагання                        | Місце проведення          | Місце           | Дисципліна            | Результат       | Примітки        |
| Представник КНР | Представник КНР                 | Представник КНР           | Представник КНР | Представник КНР       | Представник КНР | Представник КНР |
| --------------- | ------------------------------- | ------------------------- | --------------- | --------------------- | --------------- | --------------- |
| 2015            | Чемпіонат Азії                  | Ухань, Китай              | 11 (пф.)        | біг на 200 метрів     | 21.06           |                 |
| 2016            | Олімпійські ігри                | Ріо-де-Жанейро, Бразилія  | 4               | естафета 4×100 метрів | 37.90           |                 |
| 2017            | Світові легкоатлетичні естафети | Нассау, Багамські Острови | 3               | естафета 4×100 метрів | 39.22           |                 |
| 2017            | Світові легкоатлетичні естафети | Нассау, Багамські Острови | 5               | естафета 4×200 метрів | 1:22.91         |                 |
| 2017            | Чемпіонат Азії                  | Бхубанешвар, Індія        | —               | біг на 100 метрів     | DSQ             |                 |
| 2017            | Чемпіонат Азії                  | Бхубанешвар, Індія        | 1               | естафета 4×100 метрів | 39.38           |                 |
| 2021            | Олімпійські ігри                | Токіо, Японія             | 3               | естафета 4×100 метрів | 37.79           | NR              |